# Zodarion beticum
Zodarion beticum är en spindelart som beskrevs av Denis 1957. Zodarion beticum ingår i släktet Zodarion och familjen Zodariidae.
Artens utbredningsområde är Spanien. Inga underarter finns listade i Catalogue of Life.